# SvartePan
SvartePan, rockband från Malmö, grundades 1999 av musikern Björn Holmdén och trion The Black Pan under namnet Björn Holmdén & SvartePan. 2000 kortades namnet till SvartePan. 2005 spelade SvartePan in en EP med Dr. Åke Eriksson (Wasa Express), på trummor som aldrig gavs ut. Bandet lade ned sin verksamhet 2007.

## Medlemmar
- Björn Holmdén (sång, munspel)
- Conny Andersson (gitarr)
- Christian Norefalk (bas)
- Pelle Engvall (trummor) 1999-2004
- Hans Månsson (trummor) 2004-2005
- Adde Larsson (trummor) 2005-2007

## Diskografi
- Sov gott (2002)
- November (2003, tillsammans med Abramis Brama)
- Nattvandring (2004)